# Elżbieta Klimaszewska
Elżbieta Klimaszewska (ur. 3 stycznia 1959 w Ełku) – polska lekkoatletka, specjalizująca się w skoku w dal, mistrzyni Polski.

## Kariera sportowa
Była zawodniczką AZS Białystok i AZS Warszawa.
W 1974 zwyciężyła w skoku w dal na Ogólnopolskich Igrzyskach Młodzieży Szkolnej. Na mistrzostwach Polski seniorek na otwartym stadionie zdobyła cztery medale – złoty w skoku w dal w 1983, srebrny w sztafecie 4 × 100 metrów w 1981, srebrny w skoku w dal w 1984 i brązowy w skoku w dal w 1986. W skoku w dal wywalczyła dwa medale halowych mistrzostw Polski seniorek: złoty w 1984 i brązowy w 1980.
Rekord życiowy w skoku w dal: 6,64 (6.05.1984).
Jej bratem jest lekkoatleta, olimpijczyk Andrzej Klimaszewski.